# Wechselkursmechanismus II

Karte Europäischer Staaten mit Bezug zum Euro
Eurozone
WKM-II-Mitglied, das ein Opt-out hat
WKM-II-Mitglied
EU-Mitglieder, die den Euro einführen müssen
assoziierte Euro-Nutzer außerhalb der EU
passive Euro-Nutzer außerhalb der EU

Der Wechselkursmechanismus II (abgekürzt WKM II; englisch European Exchange Rate Mechanism II bzw. ERM II) ist ein seit 1. Januar 1999 zwischen verschiedenen EU-Ländern bestehendes Wechselkursabkommen. Es legt eine maximale Bandbreite von ± 15 Prozent um den Leitkurs der Währung eines WKM-II-Mitglieds zum Euro fest.
Als Europäisches Währungssystem II (EWS II) bezeichnet, ist es der Nachfolger des Europäischen Währungssystems (EWS), das vom 13. März 1979 bis zum 31. Dezember 1998 bestand.
Derzeit nehmen am WKM II mit Bulgarien und Dänemark zwei EU-Länder teil. Eine mindestens zweijährige spannungsfreie Teilnahme am Wechselkursmechanismus II stellt eines der vier EU-Konvergenzkriterien zur Einführung des Euro dar.

## Grundlagen

### Einordnung
Am 1. Januar 1999 ist der WKM II in der dritten Stufe der Wirtschafts- und Währungsunion (WWU) an die Stelle des ursprünglichen Europäischen Währungssystems, kurz EWS I, getreten. Das EWS wurde 1979 als Nachfolger des Europäischen Wechselkursverbundes gegründet. Es war ein System fester, jedoch anpassungsfähiger Wechselkurse zwischen den Währungen bestimmter EU-Mitgliedstaaten und sollte eine Zone schaffen, die von tiefgreifenden Wechselkursschwankungen weitgehend befreit ist. Die drei Elemente des Europäischen Währungssystems waren zum einen der Wechselkurs- und Interventionsmechanismus, ein umfassendes finanzielles Beistandssystem, und weiter die Europäische Währungseinheit als Referenzwert und Recheneinheit. Im Europäischen Währungssystem wurde eine Schwankungsbreite der Wechselkurse der Teilnehmerstaaten von ± 2,25 % vereinbart. Im August 1993 wurden die Bandbreiten auf 15 Prozent nach oben und unten erhöht. Mit der letzten Stufe der WWU wurden unwiderrufliche Wechselkurse der Währungen der elf Mitgliedstaaten, die von Anfang an der Währungsunion angehörten, festgelegt. Außerdem begann die Durchführung einer einheitlichen Geldpolitik unter der Verantwortung der Europäischen Zentralbank (EZB). Wie das frühere EWS beinhaltet der WKM II feste Wechselkurse. Diese dürfen innerhalb bestimmter Bandbreiten schwanken. Des Weiteren erlaubt der WKM II den EU-Mitgliedstaaten, die noch nicht zur Eurozone gehören, eine Anbindung an die gemeinsame Währung. Die Ankerwährung im Eurogebiet stellt der Euro dar. Der WKM II passt somit seine Grundprinzipien und Strukturelemente den geänderten Verhältnissen in der dritten Stufe der Wirtschafts- und Währungsunion an.

### Rechtsgrundlagen
Der WKM II beruht auf zwei Rechtssäulen. Die „Entschließung des Europäischen Rats über die Einführung eines Wechselkursmechanismus in der 3. Stufe der Wirtschafts- und Währungsunion“ vom 16. Juni 1997 bildet die erste Säule. Deren Inhalt sind die Grundsätze und Ziele sowie die grundlegenden Strukturelemente des Systems. Die zweite Säule beinhaltet ein Abkommen vom 29. April 2004. Dieses Abkommen zwischen der EZB und den nationalen Zentralbanken der nicht dem Euro-Währungsgebiet angehörenden Mitgliedstaaten spezifiziert die operativen Elemente des Systems.

### Grundprinzipien
Es existieren vielseitige Gründe für ein Wechselkurssystem zwischen dem Euro und den Währungen der nicht zum Euro-Währungsgebiet gehörenden Staaten. Ein Grundprinzip ist es, die Beeinträchtigung des gemeinsamen Binnenmarktes in der EU zu verhindern. Diese können durch übermäßige Schwankungen der nominalen Wechselkurse der beteiligten Währungen oder durch Verzerrungen der realen Wechselkurse hervorgerufen werden. Der WKM II soll für EU-Mitgliedsländer, die den Euro noch nicht eingeführt haben, ein stützendes Wechselkurssystem darstellen. Dabei soll die Anbindung ihrer Währungen an den Euro bei der Erreichung der erforderlichen Konvergenz für den späteren Beitritt zum Eurogebiet helfen.
Ein weiterer Grundsatz des WKM II ist die Gleichbehandlung bei der Einführung des Euro. Somit ist für Mitgliedstaaten, die den Euro später einführen, ebenso eine mindestens zweijährige spannungsfreie Teilnahme am Wechselkursmechanismus verbindlich wie bei den Mitgliedstaaten der „ersten Welle“.

### Funktionen
Der WKM II erfüllt zwei wichtige Funktionen. Die erste Funktion beinhaltet, die Wechselkurse der Währungen der am Mechanismus teilnehmenden Mitgliedstaaten am Euro auszurichten. Der Wechselkurs zwischen Währungen, die am WKM II teilnehmen, und dem Euro darf maximal um ± 15 Prozent schwanken; es können aber auch engere Schwankungsbreiten festgelegt werden. Zum anderen stellt der WKM II ein Konvergenzkriterium für die Einführung des Euro dar. Somit müssen Länder, die den Euro als Währung einführen wollen, zuvor zwei Jahre ohne Leitkursabwertung am WKM II teilgenommen haben. Diese zweijährige Teilnahme am WKM II ist eines von vier EU-Konvergenzkriterien zur Euroeinführung.

### Currency-Boards
Das ehemalige Mitglied Litauen des WKM II hatte ein Currency-Board, mit dem der jeweilige Wechselkurs fixiert wurde. Die Fixierung der jeweiligen Landeswährung an den Euro erfolgt beim Currency Board unilateral. Das heißt, es handelt sich hierbei um einseitige Verpflichtungen der jeweiligen Länder, die für die EZB nicht bindend sind. Currency-Boards stellen laut EZB keinen Ersatz für die Teilnahme am WKM II dar. Somit müssen Länder, die ein Currency-Board eingerichtet haben, vor der Konvergenzprüfung, die vor der Einführung des Euro durchgeführt wird, mindestens zwei Jahre am WKM II teilgenommen haben. Eine Ausnahme besteht bei Ländern mit einem tragfähig eingestuften Currency-Board-System auf Euro-Basis. Hier kann mit Zustimmung der EZB von einem zweifachen Wechsel ihres Wechselkurssystems abgesehen werden.

## Strukturmerkmale

### Leitkurse und Bandbreiten
Der WKM II ist eine multilaterale Vereinbarung zwischen dem jeweiligen Mitgliedstaat, den Mitgliedstaaten des Euro-Währungsgebiets, der EZB und anderen am Wechselkursmechanismus teilnehmenden Mitgliedstaaten. Beim WKM II handelt es sich um ein System fester, aber auch anpassungsfähiger Wechselkurse, die innerhalb bestimmter Bandbreiten schwanken können. In einem ersten Schritt werden offizielle Leitkurse der Währungen, die dem Euro-Währungsgebiet noch nicht angehören, gegenüber dem Euro festgelegt. Anders als im EWS wird bei diesem Ansatz auf die Vereinbarung bilateraler Leitkurse zwischen den beteiligten Nicht-Euro-Währungen verzichtet. Der WKM II bietet die Möglichkeit der Anwendung verschiedener Wechselkursstrategien. Frei schwankende Wechselkurse, gleitende Wechselkursanpassungen sowie Anbindungen an Nicht-Euro-Währungen sind allerdings nicht mit dem WKM II vereinbar. Der Wechselkurs zwischen Währungen, die am WKM II teilnehmen und dem Euro, unterliegt einer Standard-Schwankungsbandbreite von ± 15 Prozent. Hieraus ergeben sich für jede Währung obere und untere Grenzkurse, die grundsätzlich zu verteidigen sind. Die EZB ist vertraglich erst bei einem drohenden Überschreiten der ± 15 Prozent Abweichung zum Intervenieren verpflichtet. Sie kann dies allerdings auch zu jedem früheren Zeitpunkt tun. Durch eine konvergente Wirtschaftspolitik der Nicht-Euro-Länder soll die Kursstabilisierung erreicht werden. Der unterstützende Einsatz des Zinsinstruments ist auch vorgesehen. Sogenannte intramarginale Interventionen, also glättende Devisenmarktinterventionen der Notenbanken zwischen den oberen und unteren Grenzkursen sind auf freiwilliger Basis möglich. Es besteht weiterhin die Möglichkeit für Länder mit einem entsprechend hohen Konvergenzgrad, engere Bandbreiten als die vorgesehene Standardbandbreite förmlich zu vereinbaren. Diese sind dann ebenfalls durch automatische Interventionen zu verteidigen. Für den Wunsch einer engeren Anbindung soll die Initiative vom betreffenden Mitgliedstaat ausgehen. Zusätzlich können auch informelle Vereinbarungen bilateral zwischen der EZB und der betreffenden Zentralbank getroffen werden, die jedoch nicht veröffentlicht werden.

### Interventionen und Interventionsfinanzierung
Die EZB und die betroffene Zentralbank aus dem Nicht-Eurogebiet sind verpflichtet, bei Erreichen der Interventionspunkte automatisch und unbegrenzt an den Devisenmärkten zu intervenieren. Die Interventionspunkte für die beteiligten Zentralbanken sind die oberen und unteren Grenzkurse. Dabei wird die jeweils schwache Währung gegen die starke Währung gekauft. Interventionen sollen grundsätzlich in Euro und den Teilnehmerwährungen, nicht in Drittwährungen wie etwa dem US-Dollar, erfolgen. Jede Intervention bedeutet für die eigene Währung abgebende Zentralbank Geldschöpfung. Dies kann beim automatischen und unlimitierten Betreiben schnell zu einem Konflikt mit dem Ziel der Preisstabilität führen. Die Grenzen von Interventionen liegen also dort, wo sie die auf Preisstabilität ausgerichtete Geldpolitik einer Zentralbank stören. Eine in den WKM II aufgenommene Schutzklausel erlaubt es den beteiligten Zentralbanken, diese Interventionen auszusetzen, sobald ein solcher Konflikt droht. Jedoch ist die Glaubwürdigkeit des gesamten Systems bei dieser Entscheidung zu berücksichtigen. Um der Interventionsverpflichtung an den Bandbreitengrenzen Glaubwürdigkeit zu verleihen, wurde sie im WKM II um Finanzierungsfazilitäten ergänzt. Daraus folgt, dass sich im Bedarfsfall die EZB und die beteiligten Zentralbanken zum Zweck obligatorischer Interventionen gegenseitig sehr kurzfristige Kreditlinien einräumen. Diese Finanzierung kann grundsätzlich automatisch und unbegrenzt in Anspruch genommen werden. Zuvor ist die Schuldnerzentralbank jedoch gehalten, angemessenen Gebrauch von ihren eigenen Devisenreserven zu machen. Vom Grundsatz her sind diese Devisenmarktinterventionen nur von unterstützenden Charakter und dürfen eine konvergenzorientierte Geld- und Finanzpolitik nicht ersetzen.

### Entscheidungsverfahren
Die Beschlüsse über die Leitkurse und die Standardbandbreite werden im Rahmen eines gemeinsamen Verfahrens getroffen. Beteiligt sind dabei die Europäische Kommission, der Wirtschafts- und Finanzausschuss, die Minister der dem Euro-Währungsgebiet angehörenden Mitgliedstaaten, die EZB und die Minister und Zentralbankpräsidenten der nicht dem Euro-Währungsgebiet angehörenden Mitgliedstaaten. Der Beschluss zur Festsetzung der Leitkurse und Standardbandbreiten erfordert Einstimmigkeit. Auch eine Anpassung, also Neufestsetzung von Leitkursen, erfolgt nach dem gleichen Verfahren. Eine rechtzeitige Anpassung der nominalen Leitkurse kann beispielsweise erforderlich werden, um Entwicklungen, die zu Wechselkursspannungen führen können, zu antizipieren. Typischerweise stellen in einem solchen Fall die nationalen Behörden einen Antrag auf Leitkursänderung. Darüber beraten die Finanzminister der Euroländer zusammen mit dem Präsidenten der EZB sowie den Finanzministern und Zentralbankpräsidenten der WKM-II-Länder. Des Weiteren nimmt auch die Europäische Kommission an den Gesprächen teil. Das so beschlossene Verfahren wird in einem letzten Schritt dem Wirtschafts- und Finanzausschuss zur Anhörung vorgelegt. Anschließend erfolgt gegebenenfalls die Umsetzung durch die nationale Zentralbank und die EZB. Ein vertrauliches Verfahren zur Überprüfung der Leitkurse kann von allen an diesem Mechanismus teilnehmenden Parteien einschließlich der EZB eingeleitet werden. Auf Antrag des betreffenden, nicht dem Euro-Währungsgebiet angehörenden, Mitgliedstaats kann eine engere Schwankungsbandbreite als die Standardbandbreite festgelegt werden. Diese Möglichkeit stellt eine Ausnahme dar, da die Standardbandbreite für Mitgliedstaaten im Konvergenzprozess angemessen ist. Wenn der Konvergenzprozess wie im Fall Dänemarks sehr weit fortgeschritten ist, können multilateral vereinbarte enge Bandbreiten in Erwägung gezogen werden.

## Entwicklung

### Einführung
Der WKM II löste mit Entschließung des Europäischen Rates am 16. Juni 1997 das im Jahr 1979 eingeführte Europäische Währungssystem ab. Installiert wurde er mit dem Euro am 1. Januar 1999. Im Rahmen dessen erhält der Euro die Funktion als Leit- oder Ankerwährung, so dass die Paritäten, also die Leitkurse für die betreffenden Währungen, an den Euro geknüpft werden. Seitdem haben insgesamt neun Mitgliedstaaten am WKM II teilgenommen. Dänemark und Griechenland waren die ersten Länder, die dem WKM II beitraten. Beide Länder hatten zuvor dem WKM I angehört, der mit der Euroeinführung in den meisten seiner Mitgliedstaaten zum 1. Januar 1999 aufhörte zu existieren. Griechenland verließ den WKM II automatisch, als es am 1. Januar 2001 den Euro als Währung einführte, nachdem die EU-Konvergenzkriterien als erfüllt galten. Dänemark ist bis heute Mitglied des WKM II, aber beabsichtigt nicht, die Wechselkursbindung durch eine Einführung des Euro zu ersetzen.

### Beitritte weiterer Länder

#### Estland
Estland trat am 27. Juni 2004 dem WKM II bei. Bereits seit dem 20. Juni 1992 hatte Estland seine Währung, die Estnische Krone, an die D-Mark beziehungsweise den Euro gebunden, was sich auch mit dem Beitritt zum WKM II nicht änderte. Das Ziel, den Euro nach zwei Jahren einzuführen, erreichte das Land zunächst aber nicht. Erst am 12. Mai 2010 empfahl die Europäische Kommission die Euroeinführung in Estland. Der Beitritt wurde am 17. Juni 2010 durch die Finanzminister der Euroländer sowie den Regierungschefs bestätigt. Estland trat somit zum 1. Januar 2011 der Währungsunion bei.

#### Lettland
Wie Malta hat auch Lettland seit dem 1. Mai 2005 den Lats mit einem Currency Board an den Euro gebunden, ließ jedoch Schwankungen von einem Prozent zu. Lettland trat am 1. Januar 2014 dem Euro-Raum bei.

#### Litauen

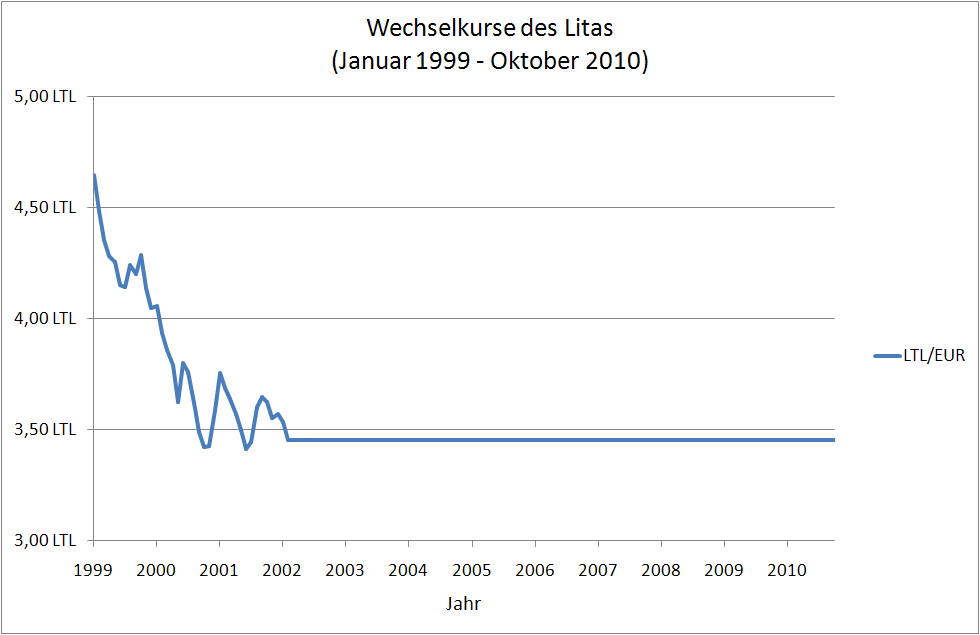
Wechselkurse Januar 1999 – Oktober 2010 LTL/EUR

Auch Litauen trat am 27. Juni 2004 dem WKM II bei. Wie auch Estland hatte Litauen seit dem 2. Februar 2002 seine Währung, den Litas, an den Euro gekoppelt. Die erhoffte schnellstmögliche Einführung des Euro nach zweijähriger Mitgliedschaft im WKM II zum 1. Januar 2007 scheiterte allerdings an einem der drei Beitrittskriterien, der Inflation: Nachdem der Litas seit der Rubelkrise 1999 kontinuierlich Inflationsraten von unter 2 % aufgewiesen hatte, erreichte die Inflation aufgrund der boomenden Wirtschaft im Referenzzeitraum (März 2005 bis April 2006) 2,66 %. Das waren 0,06 Prozentpunkte mehr, als das im Maastricht-Vertrag verlangte arithmetische Mittel der drei inflationsärmsten Euro-Mitgliedsländer plus 1,5 Prozentpunkte (2,6 %).
Der Beitritt Litauens zur Währungsunion wurde für den 1. Januar 2015 festgelegt und ist auch planmäßig erfolgt.

#### Slowenien
Im Gegensatz zu Estland und Lettland konnte Slowenien, das zur gleichen Zeit zum WKM II beitrat, am 1. Januar 2007 den Euro einführen. Daher nimmt Slowenien seit diesem Zeitpunkt nicht mehr am WKM II teil.

#### Malta
Malta stellte zum 1. Mai 2005 seinen Währungskorb ganz auf den Euro um, damit entsprach das Arrangement einem Currency Board. Am 16. Mai 2007 gaben die EU-Kommission und die EZB die Empfehlung ab, zum 1. Januar 2008 den Euro in Malta einzuführen. Die Bestätigung durch den Rat der Finanzminister erfolgte am 5. Juni 2007 in Luxemburg. Die endgültige Entscheidung trafen die Staats- und Regierungschefs der EU auf ihrem Gipfel am 21. Juni 2007. Somit wurde der Euro in Malta am 1. Januar 2008 eingeführt.

#### Zypern
Wie auch bei Malta und Lettland wurde der Beschluss über den Beitritt des EU-Mitgliedes Zypern zum 1. Mai 2005 der Europäischen Kommission nicht eher angekündigt, um Spekulationen an den Finanzmärkten zu vermeiden. Zypern trat, nach Empfehlung der EU-Kommission und der EZB, am 1. Januar 2008 der Eurozone bei.

#### Slowakei
Am 28. November 2005 trat auch die Slowakei, ebenfalls ohne Vorankündigung, dem WKM II bei. Am 19. März 2007 wurde der Leitkurs zwischen Slowakischer Krone und Euro in Absprache zwischen EU und Slowakischer Nationalbank angepasst. Begründet wurde die Leitkursanpassung der Krone mit einer Reihe von Fundamentalfaktoren, die die slowakische Währung unter Aufwertungsdruck gesetzt hatten. Nach Ansicht der EZB trug die Neubewertung der Währung zur Wahrung der gesamtwirtschaftlichen Stabilität bei. Die Leitkursanpassung hatte jedoch keinen Einfluss auf die vorgeschriebene Zweijahresfrist, da es sich um eine Aufwertung handelte. Da der Aufwertungsdruck fortdauerte, wurde der Leitkurs der Slowakischen Krone am 28. Mai 2008 mit Wirkung vom 29. Mai 2008 ein zweites Mal angepasst. Am 7. Mai 2008 empfahl die Europäische Kommission aufgrund des Konvergenzberichtes der EZB die Euro-Einführung in der Slowakei zum 1. Januar 2009, weil das Land alle Maastrichtkriterien erfüllt hatte. Diese Empfehlung wurde am 19. Juni 2008 beim Gipfeltreffen der Staats- und Regierungschefs der EU-Länder bestätigt. Am 1. Januar 2009 wurde der Euro in der Slowakei eingeführt. Die Slowakei schied damit aus dem WKM II aus.

#### Kroatien
Kroatien schloss 2013 eine Einführung des Euro vor 2017 oder 2018 aus, da dies ohnehin einen Beitritt zum WKM II noch im Jahr 2016 vorausgesetzt hätte. Anfang März 2016 erklärte der kroatische Premier, Kroatien würde in vier Jahren den Euro einführen. Der kroatische Nationalbankchef widersprach dem allerdings und sagte, ein Euro-Beitritt in vier Jahren sei objektiv unmöglich. Ein Beitritt sei erst 2022 möglich. Im Oktober 2017 sagte der kroatische Regierungschef, dass das Ziel sei, im Jahr 2020 Mitglied im WKM II und 2025 Mitglied der Eurozone zu sein. Im Dezember 2018 wollte die kroatische Regierung zur Jahresmitte 2020 dem WKM II beitreten. Anfang Juli 2019 beantragte Kroatien die Mitgliedschaft im WKM II. Am 10. Juli 2020 wurde Kroatien in den WKM II aufgenommen. Mit Nationalratsbeschluss vom 11. November 2020 wird Kroatien zum 1. Januar 2023 der Eurozone beitreten und den Euro einführen. Um Preissteigerungen zu verhindern, werden im ersten Halbjahr 2023 alle Preise zweifach (Kuna und Euro) ausgezeichnet. Am 13. September 2021 sagte EU-Kommissar Valdis Dombrovskis bei einer Konferenz mit der kroatischen Regierung, dass der Preisanstieg aufgrund der Euro-Einführung voraussichtlich 0,1-0,2 Prozent betragen werde.
Am 1. Juni 2022 gab die Europäische Kommission Kroatien grünes Licht für die Euro-Einführung zum 1. Januar 2023. Am 16. Juni 2022 schlossen sich die Finanzminister der EU der Entscheidung an.
Am 12. Juli 2022 stimmten die EU-Finanzminister endgültig der Einführung zum 1. Januar 2023 zu. Der offizielle Wechselkurs wurde auf 7,53450 Kuna für einen Euro festgelegt. Daraufhin wurde Kroatien am 1. Januar 2023 Mitglied der Eurozone und übernahm den Euro als offizielle Währung.

## Teilnahme

### Gründe für den Beitritt
Ausschlaggebend für den Beginn und die Dauer der Teilnahme am WKM II sind die Aussichten auf das Erreichen einer Erhöhung dauerhafter Konvergenz wirtschaftlicher Fundamentalfaktoren. Das allgemeine Ziel dieses Teilnahmeprozesses ist die Förderung der gesamtwirtschaftlichen Stabilität in den neuen Mitgliedstaaten, um dadurch den bestmöglichen Beitrag zu nachhaltigem Wachstum und realer Konvergenz zu leisten. Dabei sollten neue Mitgliedstaaten die Einschränkungen der Wechselkursflexibilität berücksichtigen. Die Teilnahme am WKM II garantiert zwar keine unterstützende und konsistente Struktur und makroökonomische Politik, sie kann jedoch einen Disziplinierungseffekt diesbezüglich erzeugen. Die neuen Mitgliedstaaten werden zur Bestimmung der optimalen Strategie hinsichtlich des WKM II und der späteren Euro-Einführung die spezifischen Gegebenheiten ihres Landes berücksichtigen müssen. Dazu gehören die jeweilige allgemeine Strategie bezüglich der währungspolitischen Integration sowie der geld- und wechselkurspolitische Rahmen und die Haushaltslage. Die vorzeitige Starrheit des Wechselkurses kann beispielsweise abrupte Leitkursanpassungen mit möglicherweise negativen wirtschaftlichen Folgen notwendig machen. Daher könnte für einige Mitgliedsstaaten die Erreichung eines höheren Konvergenzgrades vor der Teilnahme am WKM II empfehlenswert sein, da auch die Glaubwürdigkeit des Wechselkursmechanismus insgesamt gewahrt bleiben soll. Der Beitritt zum Wechselkursmechanismus hängt weiterhin von einer Einigung bezüglich des Leitkurses und der Schwankungsbreite zwischen den jeweiligen Parteien ab. Bei den Krisenstaaten der Eurozone hat sich die Konvergenz der wirtschaftlichen Fundamentalfaktoren bislang nicht ergeben. Andererseits ergeben sich schon durch Festhalten am Währungsmechanismus und damit verbundener Ausweitung der Geldmenge Voraussetzungen, wie am Beispiel Dänemark zu sehen, für einen Immobilienboom. Der wichtigste Vorteil liegt in der Kursstabilität für Export in die und Import aus der Eurozone.

### Dauer der Teilnahme
Die Mindestdauer der Teilnahme am WKM II vor der Euro-Einführung legt der Vertrag zur Gründung der Europäischen Gemeinschaft, kurz EG-Vertrag fest. Aus diesem geht hervor, dass vor der Konvergenzprüfung, die der Einführung des Euro vorangeht, eine Teilnahme am WKM II von mindestens zwei Jahren erwartet wird. Somit muss ein Mitgliedstaat im Rahmen des WKM II die vorgesehenen normalen Bandbreiten zumindest in den letzten zwei Jahren vor der Konvergenzprüfung ohne starke Spannungen eingehalten haben. Auch innerhalb dieses Zeitraums darf er den Leitkurs seiner Währung gegenüber dem Euro nicht von sich aus abgewertet haben. Außer dieser zweijährigen Mindestdauer der Teilnahme am WKM II vor der Konvergenzprüfung gibt es für neue Mitglieder keine zeitliche Begrenzung für das Verbleiben im WKM II. Zudem gibt es keinen konkreten Zeitplan für den Eintritt der neuen Mitgliedstaaten und keine Zusicherung über eine Begrenzung der Teilnahmedauer am WKM. Die Dauer der Teilnahme am WKM II sollte sich demnach weniger an der erforderlichen Mindestdauer von zwei Jahren orientieren, sondern vielmehr an der Vorteilhaftigkeit für den Konvergenzprozess. Der ursprüngliche Leitkurs muss nicht zwingend auch der endgültige Umrechnungskurs für die Euro-Einführung sein, da Leitkursanpassungen durchaus notwendig sein können.

### Ablauf
EU-Mitgliedstaaten, die nicht dem Euro-Währungsgebiet angehören, haben die Möglichkeit, sich auf freiwilliger Basis dem Wechselkursmechanismus anzuschließen. Allerdings wird die Teilnahme am WKM II von neuen Mitgliedstaaten erwartet, da sie eine Voraussetzung für die spätere Einführung des Euro ist. Der Beitritt zu diesem kann zu einem beliebigen Zeitpunkt nach dem EU-Beitritt erfolgen. Dafür kann das Verfahren zum WKM-II-Beitritt vom betreffenden Mitgliedstaat jederzeit eingeleitet werden und ist somit nicht an bestimmte Stichtage gebunden. Die am Mechanismus beteiligten Parteien müssen die Hauptmerkmale, vor allem die Leitkurse und die Schwankungsbandbreite, vereinbaren. Die Teilnahme beziehungsweise der Beitritt am WKM II ist nicht von Vorbedingungen und vorab festgelegten Kriterien abhängig. Politische Anpassungen zum Beispiel im Hinblick auf Preisliberalisierung und Finanzpolitik sollten jedoch vor der Teilnahme am Wechselkursmechanismus vorgenommen werden, um eine reibungslose Teilnahme am WKM II zu gewährleisten. Ebenso ist es erforderlich, eine glaubwürdige Politik zur Konsolidierung der öffentlichen Finanzen zu betreiben. Die Teilnahme am WKM II ist wie bei jedem Wechselkurssystem nur ein Element des allgemeinen politischen Rahmens. Daher sollte sie nicht isoliert betrachtet werden, sondern mit anderen Elementen dieses allgemeinen politischen Rahmens vereinbar sein. Dazu zählt insbesondere die Geld-, Finanz- und Strukturpolitik. Der gewählte Leitkurs hat das Ziel, zum Zeitpunkt des Beitritts zum Wechselkursmechanismus die bestmögliche Beurteilung des Gleichgewichtswechselkurses widerzuspiegeln. Diese Beurteilung sollte auf einer breiten Palette wirtschaftlicher Indikatoren und Entwicklungen beruhen, sowie dabei den Marktkurs berücksichtigen. Die an der Vereinbarung beteiligten Parteien können nicht im Voraus das Ergebnis einer solchen Analyse bestimmen. Sie entscheiden in gegenseitigem Einvernehmen über die Leitkurse. Da die Vereinbarungen multilateralen Charakter haben, ist es notwendig, dass einseitige Ankündigungen zu den angestrebten Leitkursen vermieden werden. Solche Leitkursanpassungen beispielsweise auf Grund von veränderten Gleichgewichtswechselkursen, sollten rechtzeitig erfolgen. Des Weiteren haben alle Parteien die Möglichkeit, ein Verfahren zur Überprüfung der Leitkurse einzuleiten.

## Mitglieder
Derzeit hat der WKM II zwei Mitglieder. Dänemark handelte sich im Vertrag von Maastricht eine Ausnahmeregelung aus, die das Land von der Pflicht der Euroeinführung entbindet (so genanntes „Opt-out“). Die Entscheidung, den Euro einzuführen, wird in Dänemark von einem Referendum abhängig gemacht.
| Land      | Währung          | ISO 4217 | Leitkurs (1 EUR =) | Garantierte Wechselkursbandbreite | WKM-II-Beitritt | Sperrfrist für Euro-Einführung | (Geplante) Euro-Einführung |
| --------- | ---------------- | -------- | ------------------ | --------------------------------- | --------------- | ------------------------------ | -------------------------- |
| Bulgarien | Bulgarischer Lew | BGN      | 1,95583            | ± 15 % (beidseitig)               | 10. Juli 2020   | abgelaufen                     | 1. Januar 2026             |
| Dänemark  | Dänische Krone   | DKK      | 7,46038            | ± 2,25 % (beidseitig)             | 1. Januar 1999  | abgelaufen                     | keine aktuellen Pläne      |

### Bulgarien
Bulgarien hatte seine Währung am 1. Juli 1997 einseitig an die D-Mark gebunden, später an den Euro, war aber auch nach Beitritt zur EU nicht Mitglied des WKM II, da ihm hierzu der Beitritt aufgrund von Inflationsproblemen verwehrt war. 2009 war noch geplant, 2013 beizutreten. Dies musste 2010 aber wegen eines hohen Defizits verschoben werden. Infolge der globalen Finanzkrise betrug 2009 das Defizit 3,7 % statt 1,9 % des BIP, womit der vorgeschriebene Maximalwert von 3,0 % für dieses Konvergenzkriterium verfehlt wurde. Der bulgarische Finanzminister sprach im Januar 2015 davon, Bulgarien könne bis Ende 2018 dem WKM II beitreten. Im April 2018 erklärte EU-Währungskommissar Pierre Moscovici, Bulgarien sei „zweifellos das nächste Mitglied der Eurozone“. Ein Termin für die Euro-Einführung bzw. den Beitritt zum WKM II wurde nicht genannt. Im Juni 2018 kündigte der bulgarische Finanzminister an, sein Land werde Ende Juni 2018 den Beitritt zum WKM II beantragen. Im Juli 2018 hieß es, Bulgarien werde frühestens 2022 den Euro einführen. Am 30. Oktober 2019 gab der Finanzminister bekannt, dass das Land einen Beitritt zum WKM II bis Ende April 2020 anstrebe. Im Februar 2020 sagte Premierminister Borrisow, dass Bulgarien den Beitritt zum WKM II für Juli 2020 anstrebe. Im April 2020 strebte der bulgarische Regierungschef einen Beitritt im Mai 2020 an. Am 10. Juli 2020 wurde Bulgarien in den WKM II aufgenommen. Die bulgarische Interimsregierung plante im Juli 2021 eine Einführung des Euros zum 1. Januar 2024. Im Februar 2023 wurde die Einführung auf 2025 verschoben. Im Dezember 2024 äußerte sich der Präsident der Bulgarischen Nationalbank zuversichtlich, dass Bulgarien am 1. Januar 2026 der Eurozone beitreten könne.
Am 4. Juni 2025 stellte die EU-Kommission fest, dass Bulgarien für die Euro-Einführung bereit ist. Als letzter Schritt vor einer Euro-Einführung stimmte der Rat der Europäischen Union am 8. Juli 2025 zu, der Euro wird am 1. Januar 2026 eingeführt.

### Dänemark
Dänemark hat ein vertraglich vereinbartes Recht zum „Opt-out“, also zum Nichtbeitritt zum Euroraum. Das Land nimmt aber am WKM II teil. Bei einem ersten Referendum am 28. September 2000 stimmten 53,1 % der Wähler gegen die Euro-Einführung. Die dänische Regierung unter Anders Fogh Rasmussen kündigte 2007 an, nach der Annahme des Vertrags von Lissabon ein Referendum über den Euro-Beitritt abzuhalten, was 2009 von seinem Nachfolger Lars Løkke Rasmussen bestätigt wurde. Im Frühjahr 2010 nahm die Regierung hiervon jedoch aufgrund der globalen Wirtschaftskrise Abstand, um zunächst die Staatsfinanzen in Ordnung zu bringen. Eine neuerliche Abstimmung werde es geben, wenn Dänemark wieder die EU-Konvergenzkriterien erfülle und die Mehrheit des Parlaments eine Euro-Einführung unterstütze. Im März 2011 deutete Rasmussen erneut die Möglichkeit eines Referendums noch vor den Parlamentswahlen im Herbst an. Die Ankündigung eines Referendums der Regierung Thorning-Schmidt wurde im Juni 2012 zurückgezogen. Trotz des (nach Aufgabe des einseitigen Wechselkurs-Fluktuationslimits des Schweizer Frankens zum Euro am 15. Januar 2015 einsetzenden) Aufwertungsdrucks gegenüber dem Euro wird eine Aufgabe der festen Wechselkursbindung zwischen Krone und Euro nicht in Betracht gezogen. Dänemark hat zugesichert, dass im Fall einer Euro-Einführung die färöische Krone erhalten bleiben könnte; diese wäre dann über einen festen Kurs an den Euro gebunden.

### Bislang noch nicht beigetretene EU-Länder
Fünf Mitglieder der Europäischen Union sind bisher nicht Mitglieder der Eurozone oder des WKM II: Polen, Rumänien, Schweden, Tschechien und Ungarn. Alle fünf Mitgliedstaaten haben sich vertraglich dazu verpflichtet, den Euro einzuführen. Da eine mindestens zweijährige Mitgliedschaft im WKM II Voraussetzung zur Euro-Einführung ist, können jene Länder in den nächsten zwei Jahren nicht der Eurozone beitreten.
| Staat      | Währung            | ISO 4217 | Umrechnungskurs (1 EUR =) | Planung / Einschätzung                                                        |
| ---------- | ------------------ | -------- | ------------------------- | ----------------------------------------------------------------------------- |
| Polen      | Polnischer Złoty   | PLN      | 4,2438                    | Beitritt mittelfristig nicht geplant                                          |
| Rumänien   | Rumänischer Leu    | RON      | 5,0688                    | Euro-Beitritt für 2029 geplant, d. h. Beitritt zum WKM II bis spätestens 2027 |
| Schweden   | Schwedische Krone  | SEK      | 11,1695                   | Beitritt mittelfristig nicht geplant                                          |
| Tschechien | Tschechische Krone | CZK      | 24,648                    | Beitritt mittelfristig nicht geplant                                          |
| Ungarn     | Ungarischer Forint | HUF      | 399,45                    | Beitritt mittelfristig nicht geplant                                          |

Karte EU-Währungen (Stand 1. Januar 2023)

- In Polen kündigte der damalige Ministerpräsident Donald Tusk 2007 in seiner ersten Regierungserklärung an, er wolle „so schnell wie möglich“ den Euro einführen[53] und nannte auf dem 18. Wirtschaftsforum in Krynica das Jahr 2011 als Ziel für die Euroeinführung.[54] Im August 2009 gab der damalige stellvertretende Finanzminister jedoch bekannt, dass Polen nicht vor 2014 den Euro einführen würde. Grund sei die globale Finanzkrise.[55] In einem Interview mit Spiegel Online sagte Tusk im April 2011 „Polen wird der Euro-Zone beitreten“. Ein Datum wollte er nicht nennen, er sagte aber: „2015 werden wir alle Kriterien erfüllen, wenn nichts Unvorhergesehenes passiert.“[56] Am 2. Dezember 2011 äußerte der damalige polnische Außenminister Radosław Sikorski in einem Hörfunkinterview, dass Polen innerhalb von vier Jahren, also bis 2015/16 den Euro als offizielle Währung einführen kann und möchte, wenn bis dahin bestimmte Reformen umgesetzt würden und die Einführung der Gemeinschaftswährung polnischen Interessen diene.[57] Am 26. Februar 2013 sagte der damalige Präsident Bronisław Komorowski nach einer Besprechung mit dem Ministerpräsidenten, dass eine „politische Entscheidung“ über den Beitritt zur Eurozone nach den Parlamentswahlen 2015 fallen könnte, sofern Polen die Kriterien zur Euroeinführung erfülle.[58] Problematisch ist, dass gemäß der polnischen Verfassung nur die Polnische Nationalbank Geld ausgeben darf. Nach Aussage von Polens ehemaligem Ministerpräsidenten Donald Tusk im Juli 2013 sei jedoch voraussichtlich die nötige Mehrheit zu einer Änderung der Verfassung auch in der nächsten Legislaturperiode (2015–2019) nicht gegeben. Mit einer Euroeinführung wäre damit erst in den 2020er-Jahren zu rechnen.[59] Im Zuge der Annexion der Krim durch Russland  wurden Anfang 2014 in Polen allerdings verstärkt Stimmen laut, noch enger als bisher mit Westeuropa zu kooperieren. So sprach sich etwa der damalige Leiter der polnischen Zentralbank Marek Belka, bislang eher ein Euro-Skeptiker, am 10. März für einen beschleunigten Kurs seines Landes zur Euro-Einführung aus.[60] Der damalige polnische Wirtschaftsminister Janusz Piechociński erklärte am 11. Oktober 2014 wiederum, dass Polen erst nach 2020 den Euro einführen werde.[61] Im März 2017 erklärte der damalige polnische Vizepremier Mateusz Morawiecki: „in zehn oder 20 Jahren, wenn sich die wichtigsten Wirtschaftsparameter an die in Deutschland, Frankreich und den Niederlanden angepasst haben, werden wir darüber nachdenken“.[62]

- Rumänien ist seit 2007 EU-Mitglied und beabsichtigt, den Euro einzuführen. Wie Bulgarien hat Rumänien Probleme, die Inflationsrate einzuhalten; das geplante Euro-Einführungsdatum wurde daher mehrmals verschoben. 2007 setzte sich die Rumänische Nationalbank 2015 zum Ziel.[63] Im November 2011 bekräftigte der rumänische Präsident Traian Băsescu das Ziel, 2015 den Euro einführen zu wollen.[64] Staatspräsident Băsescu äußerte im März 2013 die Einschätzung, dass 2015 als Beitrittstermin nicht mehr zu halten sei.[65] Anfang Mai 2013 erklärte Băsescu, dass 2017 das „optimale Datum“ für einen Euro-Beitritt sei.[66] Im Mai 2014 gab die rumänische Regierung den 1. Januar 2019 als geplanten Beitrittstermin bekannt.[67] Im Oktober 2015 erklärte die Rumänische Nationalbank einen Euro-Beitritt bis zum Jahr 2019 für unrealistisch.[68] Im Februar 2019 nannte die rumänische Regierung 2024 als Datum für einen Eurobeitritt.[69] Der Gouverneur der rumänischen Zentralbank bekräftigte im Juli 2019, dass Rumänien bis zum Jahre 2024 den Euro einführen solle.[70] Der rumänische Finanzminister Adrian Câciu sagte im Jahr 2022, dass 2029 ein „realistisches Ziel“ sein könnte.[71]

- Schweden hat sich durch den EU-Beitritt im Jahr 1995 dazu verpflichtet, den Euro einzuführen, sobald es alle Konvergenzkriterien erfüllt. Dennoch unterwarf die schwedische Regierung die Euro-Einführung einem Referendum, in dem am 14. September 2003 eine Mehrheit dagegen stimmte. Um diesem Dilemma zu entgehen, entschied sich die Regierung, dem Wechselkursmechanismus II nicht beizutreten und somit dauerhaft die Erfüllung der Konvergenzkriterien – die ansonsten aufgrund der guten wirtschaftlichen Lage in Schweden verhältnismäßig unproblematisch wäre – zu umgehen.[72] Dieser Zustand wird von der Europäischen Kommission bislang toleriert, wobei Schweden allerdings als Sonderfall betrachtet wird, da es nach dem Beschluss zur Währungsunion, aber noch vor der Euro-Einführung der EU beigetreten war. Die allgemeine Übereinkunft der politischen Parteien beinhaltete, dass das Ergebnis zehn Jahre lang respektiert werde und keine Euro-Einführung ohne weiteres Referendum stattfinden sollte. Die 2006 bis 2014 von Fredrik Reinfeldt geführte Regierung war zwar größtenteils generell für die Einführung des Euro,[73][74] beabsichtigte aber nicht, ein Referendum zum Euro-Betritt durchzuführen. Nachdem 2009 Umfragen kurzzeitig eine kleine Mehrheit für die Einführung des Euro gezeigt hatten,[75] hat sich danach doch eine deutliche Mehrheit gegen die Einführung gebildet[76], die um 2012 ca. 80 % betrug. Seither geht die Ablehnung zurück, liegt aber (Stand 2021) nach wie vor bei gut 60 %, während nur ca. 20 % für eine Einführung stimmen würden.[77]

- Tschechien wollte den Euro ursprünglich 2010 einführen. Dieses Ziel wurde jedoch aufgegeben, indem ein höheres Haushaltsdefizit als erlaubt in Kauf genommen wurde, um damit die Infrastruktur des Landes aufbauen zu können. Im Laufe des Jahres 2009 sollte ein Fahrplan für die Einführung des Euros erarbeitet und am 1. November 2009 ein endgültiger Termin genannt werden. Dieser Termin wurde aufgrund der verschlechterten Wirtschaftslage auf unbestimmte Zeit verschoben. Im März 2010 hieß es aus dem tschechischen Finanzministerium, dass auch das Jahr 2015 kaum noch zu schaffen sei. Im März 2013 äußerte Staatspräsident Miloš Zeman die Einschätzung, dass Tschechien frühestens 2018 den Euro einführen könne.[78] Im Juni 2014 hielt Zeman einen Euro-Beitritt bis 2017 für möglich.[79] Im Juni 2015 sagte Regierungschef Sobotka dem Deutschlandfunk: „Das Jahr 2020 ist aber der frühestmögliche Termin für eine Euro-Einführung.“[80] Im Mai 2017 sprach Ministerpräsident Sobotka von einem Zeitraum für die Euroeinführung von „fünf bis zehn Jahren“.[81] Im Mai 2018 wollte sich Tschechien nicht auf einen Termin für die Euro-Einführung festlegen, da das Land befürchtet, für die Schulden Griechenlands haften zu müssen.[82] Im Dezember 2022 ging die Tschechische Nationalbank davon aus, dass Tschechien die Kriterien für einen Beitritt im Jahr 2023 nicht erfüllen werde und wollte sich auf keinen Termin für die Euro-Einführung festlegen.[83] Das tschechische Finanzministerium geht davon aus, dass Tschechien die Kriterien für WKM-II-Beitritt im Jahr 2024 erfüllen wird; es will allerdings keine Schritte für einen Beitritt empfehlen.[84] Anfang Februar 2024 beschloss die tschechische Regierung, bis Oktober 2024 eine Analyse des möglichen Beitritts der Tschechischen Republik zum WKM II durchzuführen.[85]

- In Ungarn wurde von der Regierung zunächst 2008, später 2010 als Termin für die Euro-Einführung angekündigt, beide Daten konnten wegen des kontinuierlich hohen Staatsdefizits jedoch jeweils nicht eingehalten werden. Seit 2006 gibt es kein offizielles Zieldatum mehr. Im Februar 2011 äußerte Ministerpräsident Viktor Orbán im Rahmen eines Interviews, den Euro in Ungarn nicht vor 2020 einführen zu wollen.[86] 2022 wurde ein Beitritt zum WKM II vom ungarischen Finanzminister, Mihály Varga, wieder auf die Tagesordnung gebracht. Im November 2023 äußerten sich der Zentralbankgouverneur und der Finanzminister skeptisch zu einer Euro-Einführung.[87]

### Ehemalige Mitglieder
Der WKM II hat sich bislang als stabiles Wechselkurs-Arrangement erwiesen. Seit 1999 musste nur der Leitkurs der Slowakischen Krone zwei Mal angepasst, also aufgewertet werden. Die Leitkurse von acht weiteren Ländern, die mittlerweile den Euro eingeführt haben, sind während ihrer WKM-II-Mitgliedschaft unverändert geblieben. In allen Fällen wurde der letzte WKM-II-Leitkurs auch als endgültiger Umrechnungskurs zum Euro verwendet.
| Land         | Währung           | ISO 4217 | WKM-II-Beitritt   | Euro-Beitritt  | Umrechnungskurs (1 EUR =) |
| ------------ | ----------------- | -------- | ----------------- | -------------- | ------------------------- |
| Estland      | Estnische Krone   | EEK      | 27. Juni 2004     | 1. Januar 2011 | 15,6466                   |
| Griechenland | Drachme           | GRD      | 1. Januar 1999    | 1. Januar 2001 | 340,750                   |
| Kroatien     | Kuna              | HRK      | 10. Juli 2020     | 1. Januar 2023 | 7,53450                   |
| Lettland     | Lats              | LVL      | 29. April 2005    | 1. Januar 2014 | 0,702804                  |
| Litauen      | Litas             | LTL      | 28. Juni 2004     | 1. Januar 2015 | 3,4528                    |
| Malta        | Maltesische Lira  | MTL      | 29. April 2005    | 1. Januar 2008 | 0,429300                  |
| Slowakei     | Slowakische Krone | SKK      | 28. November 2005 | 1. Januar 2009 | 30,1260*                  |
| Slowenien    | Tolar             | SIT      | 27. Juni 2004     | 1. Januar 2007 | 239,640                   |
| Zypern       | Zypern-Pfund      | CYP      | 29. April 2005    | 1. Januar 2008 | 0,585274                  |

* entspricht dem letzten, seit 29. Mai 2008 gültigen, WKM-II-Leitkurs (Leitkurs 19. März 2007 bis 28. Mai 2008: 35,4424; davor: 38,4550)

## Vergleich mit dem WKM I

### Gemeinsamkeiten
Der WKM I und der WKM II weisen einige Gemeinsamkeiten auf. Zu denen gehört der Beschluss von Realignments im Rahmen eines gemeinsamen Verfahrens. Ebenso erfolgt die Festlegung der Bandbreiten und Leitkurse in einem solchen Rahmen. Dabei sind die Finanzminister, die Präsidenten der EZB und der nationalen Notenbanken sowie der Kommission beteiligt. Bei beiden beträgt die Standardbandbreite ± 15 Prozent (im WKM I ursprünglich ± 2,25 Prozent, seit 1993 dann ± 15 Prozent), wobei engere Bandbreiten möglich sind. Sowohl beim WKM I als auch beim WKM II erfolgen bei Erreichen der Interventionspunkte automatisch Interventionen der nationalen Notenbanken mit angemessenen Finanzierungen.

### Unterschiede
Es liegen verschiedene Hauptunterschiede zwischen dem WKM I und dem WKM II vor. Die multilateralen Wechselkursanbindungen des WKM I werden ersetzt durch bilaterale Bindungen zwischen dem Euro und den Währungen der noch nicht teilnehmenden Länder. Somit war der WKM I durch multilaterale Interventionsverpflichtungen gekennzeichnet. Beim WKM II dagegen bestehen bilaterale Interventionsverpflichtungen zwischen der EZB und der Zentralbanken der noch nicht teilnehmenden Mitgliedsstaaten. Ein weiterer Unterschied besteht in der Leitwährung. Der Euro fungiert im WKM II als förmlicher Anker. Im Mittelpunkt steht dabei, die Konvergenz der „Pre-Ins“ in Richtung auf die makroökonomischen Stabilitätsstandards des Euro-Gebiets zu fördern. Im Vorgängermodell war als Ankerwährung die D-Mark, allerdings nicht förmlich, vorgesehen. Der WKM II ist im Gegensatz zum WKM I bewusst asymmetrisch angelegt. Das heißt, die Ausrichtung erfolgt nicht am Durchschnitt der Währungen, wie beim WKM I an dem Währungskorb ECU, sondern gegenüber dem Euro. Dieser stellt eine zentrale, dem Ziel der Preisstabilität verpflichtete Währung dar. Zudem gab es im WKM I keine sogenannte Vorbehaltsklausel. Im aktuellen Mechanismus haben die EZB und alle nicht zum Euro-Gebiet gehörenden nationalen Zentralbanken das Recht, ihre Interventionen bei Gefährdung des Preisstabilitätsziels auszusetzen. Im WKM II besteht zusätzlich für alle Parteien inklusive der EZB die Möglichkeit, ein Verfahren zur Neufestsetzung des Leitkurses einer Währung einzuleiten. Im WKM I hingegen musste das Realignment von dem betreffenden Mitgliedsstaat ausgehen.

## Kritische Betrachtung
Kritische Stimmen befürchten, dass der Beitritt zum WKM II Devisenspekulanten dazu veranlassen würde, die Verteidigungsbereitschaft der Zentralbanken gegenüber ihren Währungen zu testen. Der Ausgangspunkt eines solchen Szenarios ist der Abwertungsverdacht gegenüber einer Währung. Daraufhin nimmt ein Spekulant einen Kredit in dieser Währung auf und wechselt diese direkt in Euro. Folgen andere Spekulanten diesem Beispiel oder ist der Kredit an sich groß genug, gerät die betreffende Währung unter Abwertungsdruck und die Zentralbanken müssten intervenieren. Setzen sich die Spekulanten durch und die Währung wird abgewertet, müssen sie weniger Geld zurückzahlen, als sie ursprünglich als Kredit aufgenommen haben. Um den Ausgangspunkt solcher Spekulationen, den Abwertungsverdacht, zu vermeiden, sollte der Beitritt zum WKM II zeitlich genau geplant sein. Ein schneller Beitritt aus politischen Gründen sollte daher vermieden werden. Vielmehr sollten die realen Konvergenzfortschritte und eine konsistente Wirtschaftspolitik in den neuen EU-Ländern den richtigen Zeitpunkt des Beitrittes zum Wechselkursmechanismus bestimmen.